# Isabella di Morra
Isabella di Morra (n. 1520, Valsinni, Basilicata, Italia – d. 1546, Valsinni, Basilicata, Italia) este cunoscută ca fiind o poetă italiană din secolul al XVI-lea. Departe de curți și de saloanele literare, a trăit sub tirania fraților ei și segregată în propriul castel, unde a muncit din plin la operele sale literare. Scurta sa viață, marcată de izolare și tristețe, s-a încheiat cu asasinarea sa de către frații, din cauza unei presupuse relații clandestine cu baronul Diego Sandoval de Castro, care a cunoscut aceeași soartă.
Deși necunoscută în timpul vieții sale, Isabella di Morra a devenit faimoasă după moartea sa datorită studiilor lui Benedetto Croce și a altor autori care au scris despre biografia ei tragică și poezia sa. Este considerată una dintre cele mai autentice voci ale poeziei italiene din secolul al XVI-lea și o pionieră a romantismului.
Nu se cunoaște multe despre viața ei înainte de publicarea biografiei familiei Morra, intitulată "Familiae nobilissimae de Morra historia", în 1629 de către Marcantonio, fiul fratelui ei mai mic, Camillo. Isabella di Morra este o figură interesantă și importantă în istoria literaturii italiene, iar viața ei tragică și poezia sa impresionantă continuă să inspire și să fascineze oamenii până în prezent.

## Biografia

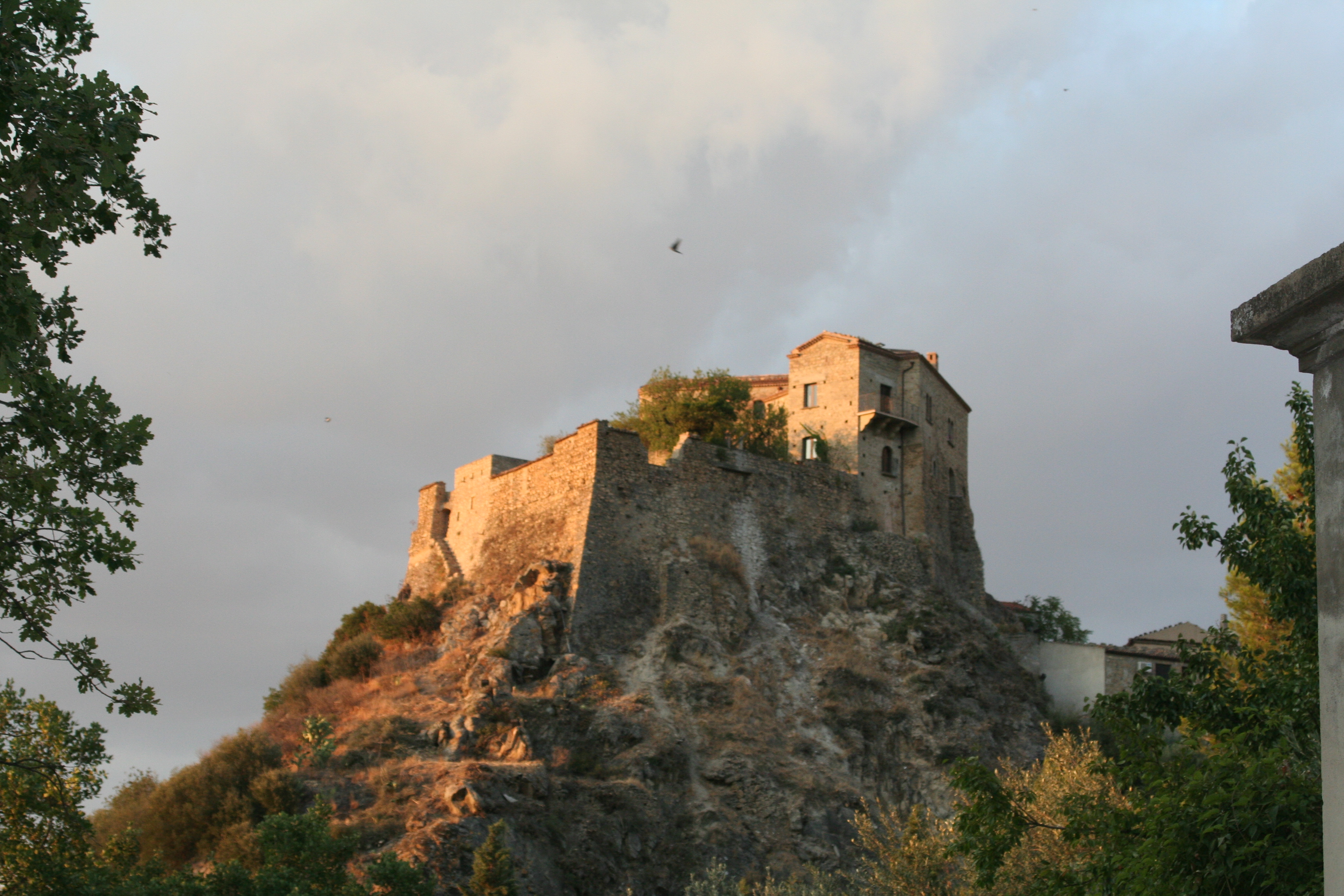
Castelul din Favale, unde a trăit Isabella di Morra

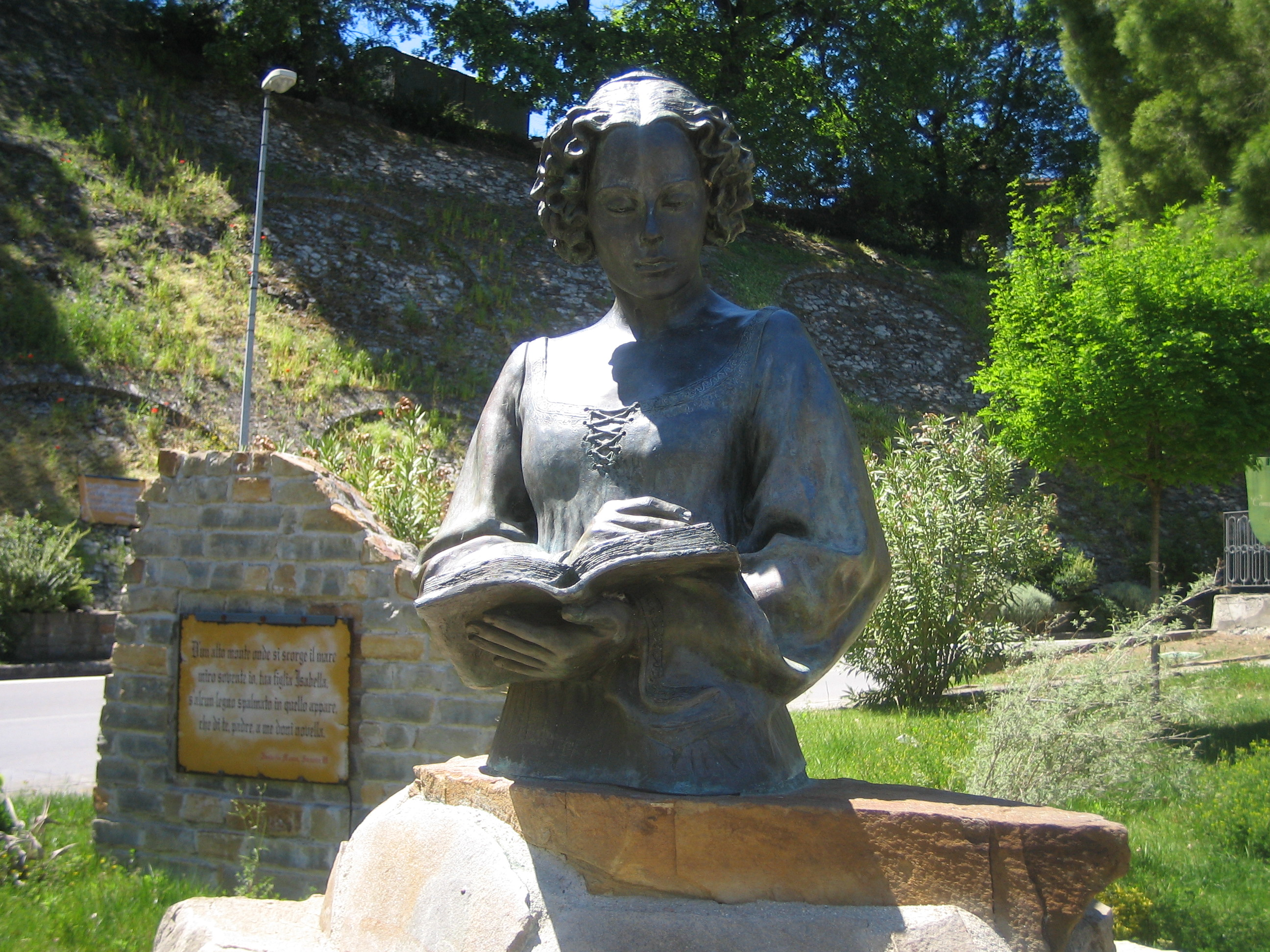
Monumentul lui Isabella Morra

Isabella s-a născut în Favale (astăzi Valsinni, în provincia Matera), în familia lui Giovanni Michele di Morra, baron de Favale, și a Luizei Brancaccio, care făcea parte dintr-o familie aristocratică napoletană. În familie mai erau frații săi Marcantonio, Scipione, Decio, Cesare, Fabio, Camillo și sora Porzia. Anul exact al nașterii sale rămâne necunoscut; de obicei, cel dedus de Benedetto Croce, care îl plasează puțin după 1520, în timp ce alți cercetători, precum Giovanni Caserta, consideră că s-a născut cu câțiva ani mai devreme, plasând data în jurul anului 1516. 
Isabella a fost educată împreună cu fratele ei Scipione de tatăl lor, un om cult și iubitor de literatură, care i-a transmis dragostea pentru poezie. Scipione era puțin mai mare decât ea sau poate era chiar geamănul ei. Cu toate acestea, tatăl lor Giovanni Michele a fost nevoit să emigreze mai întâi la Roma și apoi la Paris în 1528, după înfrângerea trupelor lui Francisc I al Franței, cu care era aliat, și victoria lui Carol al V-lea de Habsburg în lupta pentru posesia Regatului Neapolelui. Fieful de Favale, care era în posesia familiei Morra încă din epoca normandă, a fost înstrăinat regelui Spaniei timp de mai mulți ani. După diverse negocieri juridice, teritoriul a fost întors la familia Morra și a fost încredințat fiului lor cel mare, Marcantonio.
După plecarea lui Giovanni Michele, soția și copiii săi au rămas la Favale, iar Isabella a fost încredințată unui tutore care a instruit-o în studiul poeziilor lui Petrarca și al autorilor latini. Relațiile dintre Isabella și frații ei mai mici, Decius, Fabius și Caesar, au fost tensionate și au devenit din ce în ce mai amare. Frații ei, pe care nepotul lor Marcantonio îi descria ca fiind "feroci și barbari" datorită locului rustic unde au crescut, au închis-o pe Isabella în castelul din Favale, unde și-a petrecut o mare parte din scurta sa viață. În acest conac, Isabella a găsit alinare în compunerea versurilor sale, căutând în poezie singura formă de alinare pentru a-și ușura singurătatea.

### Relația cu Don Diego Sandoval de Castro
Isabella a avut o corespondență secretă cu Diego Sandoval de Castro, un poet de origine spaniolă și baron al satului Bollita (astăzi Nova Siri), care se afla în apropiere și era castelan al orașului Cosenza. Sandoval era un poet cu o oarecare reputație și era membru al Accademia degli Umidi, având publicat la Roma, în 1542, un volum de poezie petrarchistă. Cei doi au început un schimb secret de scrisori, intermediat de pedagogul Isabelei. Se spune că s-au întâlnit și de câteva ori la o fermă care aparținea familiei Morra, la jumătatea distanței dintre Favale și Bollita. Natura relației dintre Isabella și Diego Sandoval de Castro a rămas un mister până în prezent, în ciuda faptului că a fost examinată de mulți cercetători și istorici. 
Este bine cunoscut faptul că scrisorile pe care Don Diego i le-a trimis Isabelei au fost expediate în numele soției sale, Antonia Caracciolo, la care se presupune că tânăra poetă ar fi răspuns. Este posibil ca cele două femei să se fi cunoscut înainte de începerea corespondenței lor secrete, conform presupunerilor istoricilor. În ciuda unei scurte mențiuni despre căsătorie, registrul de cântece al poetei nu conține nicio referință la un sentiment amoros față de Sandoval sau față de orice alt bărbat, în timp ce în versurile baronului există o oda adresată iubitei sale, probabil către o femeie anume sau pur și simplu urmărind tema iubirii în vogă la acea vreme. Cu toate acestea, în mărturia lui Caracciolo, raportată de Alonso Basurto, guvernatorul spaniol al provinciei Basilicata, după moartea soțului ei, se menționează că Diego a fost ucis pentru că a curatat o soră a baronului de Favale, dar nu se știe dacă poetesa a răspuns la sentimentele sale.
Indiferent dacă exista o relație sentimentală sau o prietenie intelectuală născută într-o izolare dură, frații Isabellei au fost informați despre corespondența secretă. Decius, Caesar și Fabius, presupunând că este vorba despre o aventură extraconjugală, au decis rapid să pună capăt acesteia, luând în considerare chiar uciderea surorii lor și a nobilului spaniol. Acest lucru s-a datorat probabil temerilor lor că Diego Sandoval ar fi putut încerca să o salveze pe Isabella din asuprirea la care o obligau, prin intermediul guvernatorului provinciei Basilicata. Cu toate acestea, există unele dezacorduri cu privire la această ipoteză.

### Asasinarea
După ce au descoperit presupusa intrigă amoroasă, frații Morra i-au ucis mai întâi pe tutorele Isabellei, iar apoi au căutat-o pe sora lor. Conform relatării nepotului lor Marcantonio, au găsit-o pe Isabella cu scrisorile încă sigilate în mână, iar ea s-a apărat spunând că acestea fuseseră trimise de Caracciolo. Cu toate acestea, acest lucru nu a fost suficient pentru a-i potoli pe frați, care au înjunghiat-o până la moarte. Doi dintre ei au fugit pentru scurt timp în Franța, deoarece erau căutați de Marea Curte a Vicariatului, dar s-au reunit curând pentru a-și continua răzbunarea împotriva lui Don Diego. Acesta, temându-se că furia lor se va abate și asupra lui, a încercat în zadar să-și recruteze o escortă. Cei trei asasini, împreună cu doi unchi ai lor, Cornelio și Baldassino, probabil mânați și ei de ura lor față de spanioli, i-au întins o ambuscadă fatală lui Don Diego, ucigându-l cu sălbăticie în pădurea din Noia (Noepoli de astăzi).
Anul morții poetei rămâne un mister, deși atât Croce, cât și Caserta sunt de acord că aceasta ar fi avut loc între sfârșitul anului 1545 și 1546, în timp ce alte surse indică anul 1548. 
Asasinarea lui Diego Sandoval de Castro a stârnit, la vremea respectivă, o reacție de deplângere mult mai amplă decât uciderea Isabelei. În codul de onoare din secolul al XVI-lea, era admisibil să se spele cu sânge dezonoarea adusă familiei de către unul dintre membrii săi, mai ales de către o femeie. Cu toate acestea, implicarea terților în rezolvarea unei dispute, prin intermediul unui duel și uciderea perfidă a unui superior în grad, nu era acceptabilă. Se crede că asasinarea baronului nu a fost decât o acoperire pentru interese politice, deoarece familia Morra avea legături cu francezii, în timp ce de Castro servise în armata lui Carol al V-lea înainte de a fi investit cu baronia de Bollita și de a obține castelania de Cosenza.

### Consecințe
După masacrul din familia Morra, cei trei frați au fost nevoiți să se refugieze în Franța pentru a scăpa de mânia viceregelui Pedro de Toledo, care a dispus percheziționarea întregii provincii. Ei s-au alăturat tatălui lor și fratelui Scipione. Deși Scipione a fost șocat și dezgustat de crimele comise de frații săi, el a decis în cele din urmă să îi ajute să se stabilească în Franța. 
Despre Fabio Morra nu se cunoaște nimic sigur, în timp ce Decius Morra a devenit preot, iar Cezar Morra s-a căsătorit cu o nobilă franceză, Gabriella Faulcon. Scipione Morra, care deținea funcția de secretar al reginei Catherine de' Medici, a fost otrăvit de alți curteni invidioși pe rolul său privilegiat. Însăși regina a fost indignată de acest incident și a pedepsit vinovații. 
În același timp, frații care au rămas în Favale au fost judecați. Marcantonio Morra nu a fost găsit vinovat de asasinarea surorii sale, dar a fost închis pentru câteva luni și apoi eliberat. În anul 1546, s-a căsătorit cu Verdella Capece Galeota, cu care a avut șapte copii. Fiul cel mai mic al familiei, Camillo, a fost achitat complet de acuzația de complicitate, deoarece era total străin de fapte.
Cercetările efectuate de Gaetana Rossi pe baza documentelor de arhivă arată că asasinarea poetei a fost săvârșită de frați în timp ce mama lor era încă în viață și se afla în castelul din Favale.

## Opere
Scrierile Isabelei Morra au fost descoperite de ofițerii viceregelui de Napoli și au fost "consemnate" în timpul anchetei care a urmat asasinării lui Diego Sandoval de Castro, când a fost percheziționat castelul. Deși corpusul său literar este extrem de restrâns (zece sonete și trei cântece), poezia Isabelei este considerată una dintre cele mai intense și emoționante din lirica secolului al XVI-lea.
Există numeroase lecturi ale canzonierelor sale în cheie pur feministă, având în vedere numărul limitat de femei în literatura italiană din acea vreme, dar uneori fără a se ține cont suficient de contextul cultural și istoric al epocii. Deoarece nu există o ediție a versurilor editată de poetă, ordinea temporală a operelor sale nu este cunoscută cu certitudine. Cele treisprezece compoziții ale canzonierei sale, considerată "o autentică autobiografie în versuri", au fost împărțite în două anotimpuri poetice: primul marcat de malaise și speranța evadării, iar al doilea (incluzând ultimul sonet și cele trei cântece) de resemnare și confort în religie.

### Sonete
- I fieri assalti di crudel fortuna
- Sacra Giunone, se i volgari cuori
- D'un alto monte onde si scorge il mare
- Quanto pregiar ti puoi, Siri mio amato
- Non solo il ciel vi fu largo e cortese
- Fortuna che sollevi in alto stato
- Ecco ch'una altra volta, o valle inferna
- Torbido Siri, del mio mal superbo
- Se alla propinqua speme nuovo impaccio
- Scrissi con stile amaro, aspro e dolente

### Cântece
- Poscia ch'al bel desir troncate hai l'ale
- Signor, che insino a qui, tua gran mercede
- Quel che gli giorni a dietro

## Stilul poetic
Stilul poetic al Isabelei Morra este încadrat în curentul petrarchismului, care a fost dominant în literatura italiană din secolul al XVI-lea. Acest curent se caracterizează prin explorarea temelor legate de dragoste, în special de iubirea neîmpărtășită, care a fost descrisă într-un mod idealizat și sublimat. În poezia petrarchistă, iubirea este adesea asociată cu suferința și lamentarea, iar poeții petrarchiști au căutat să exprime aceste emoții într-un stil liric și sensibil.
Deși Isabella Morra a făcut parte din acest curent literar, poezia sa are puține lucruri în comun cu celelalte femei poete din vremea sa. În poezia ei, nu se regăsesc temele tradiționale ale petrarchismului, iar emoțiile legate de iubire sunt absente. De fapt, singura mențiune a iubirii în poezia ei este legată de căsătorie, pe care o vede ca o cale posibilă de eliberare și emancipare.
Isabella Morra reușește să se diferențieze de contemporanii săi și de lirica petrarchiană în general, prin atmosfera sumbră și melancolică pe care o transmite. Această atmosferă este strâns legată de experiențele chinuitoare din viața sa și dezvăluie o originalitate și o încărcătură dramatică remarcabile, așa cum afirma Giacinto Spagnoletti. Deși urmează modelul sonetului petrarchian și se conformează regulilor stabilite de Pietro Bembo, poezia Isabelei Morra este departe de a fi una retorică sau scolastică. În schimb, ea exprimă o dramă umană autentică, fără artificii sau clișee.
Influența lui Dante Alighieri în poezia Isabelei Morra este evidentă, iar tonul sumbru al poeziilor sale poate fi urmărit până la descrierile din Infernul din Divina Comedie. De asemenea, se poate observa și influența poeziei creștine, așa cum se întâlnește în poezia lui Jacopone da Todi.
În ceea ce privește stilul, Isabella Morra descrie poezia sa ca fiind "amar, aspru și dureros", "grosolan și frale" și "rozo inchiostro", sugerând frustrarea unei persoane elevate și asuprite într-o societate înapoiată. Prin intermediul poeziei sale, ea își exprimă dorința de a fi recunoscută ca femeie și ca poetă, și speranța pentru o lume mai tolerantă și mai pașnică. 

## Moștenirea
După moartea Isabelei Morra, poemele sale au fost descoperite întâmplător de către librarul napoletan Marcantonio Passero. Fascinat de rima și de complexitatea poeziilor, Passero i-a încredințat manuscrisele scriitorului Ludovico Dolce. Acesta din urmă a inclus poemele în cea de-a treia carte a volumului Rime di diversi illustri signori napoletani, publicat în Veneția, în anul 1552. Poeziile Isabelei Morra au fost apreciate de mediul literar al vremii, iar mai târziu, toate versurile sale au fost incluse în volumul Rime diverse d'alcune nobilissime, et virtuosissime donne, editat de Lodovico Domenichi și publicat în Lucca, în anul 1559.
În 1901, Angelo De Gubernatis a susținut o conferință intitulată "Il romanzo di una poeta" la Circolo Filologico din Bologna, conferință care a fost publicată într-o formă rezumată sub forma unei introduceri la volumul "Le rime ristampate" al Isabelei Morra în 1907. De Gubernatis a încercat să atragă atenția asupra poeziei Isabelei Morra și să compenseze tăcerea care o învăluise până atunci timp de secole. A trimis lucrarea lui Benedetto Croce, încurajându-l să se intereseze de poezia Isabelei Morra și să aducă la lumină istoria și lirismul nefericitei poete și al presupusului ei iubit. Ca urmare a eforturilor lui De Gubernatis, Benedetto Croce a început să studieze poezia Isabelei Morra și a vizitat Valsinni în 1928 pentru a-și continua cercetările. El a contribuit în mod semnificativ la popularizarea și recunoașterea operei sale și a adus la lumină povestea tragică a vieții sale 
Opera Isabelei Morra este considerată originală în ceea ce privește lirismul epocii sale, chiar dacă urmează modelul sonetului petrarchian. Această originalitate îi conferă anumite conotații care vor fi caracteristice barocului și, în special, romantismului. Astfel, poezia Isabelei Morra este considerată un precursor al temelor existențiale dragi lui Giacomo Leopardi. Unii cercetători cred chiar că Leopardi nu doar că a cunoscut poemele Isabelei Morra, ci s-a și inspirat din ele.